# Museum Ludwig
Museum Ludwig er Kölns museum for moderne kunst. Museet har et udstillingsareal på 8000 m² og befinder sig i samme bygning som byens symfoniorkester. Udover at have fokus på moderne kunst har museet en stor samling af værker fra tysk ekspressionisme, russisk avantgarde, popkunst, abstrakt kunst og surrealisme. Museet har endvidere Tysklands største Picassosamling.

## Eksterne links
- Hjemmeside for Museum Ludwig Arkiveret 21. oktober 2006 hos  Wayback Machine (engelsk/ tysk)

50°56′27″N 6°57′37″Ø / 50.9408°N 6.9603°Ø